# Grand Prix automobile du Canada 1984
Résultats du Grand Prix du Canada de Formule 1 1984 qui a eu lieu au circuit Gilles-Villeneuve le 17 juin 1984.

## Classement
| Pos. | No | Pilote             | Écurie            | Tours | Temps/Abandon                      | Grille | Points |
| ---- | -- | ------------------ | ----------------- | ----- | ---------------------------------- | ------ | ------ |
| 1    | 1  | Nelson Piquet      | Brabham-BMW       | 70    | 1 h 46 min 23 s 748 (174,086 km/h) | 1      | 9      |
| 2    | 8  | Niki Lauda         | McLaren-TAG       | 70    | + 2 s 612                          | 8      | 6      |
| 3    | 7  | Alain Prost        | McLaren-TAG       | 70    | + 1 min 28 s 032                   | 2      | 4      |
| 4    | 11 | Elio De Angelis    | Lotus-Renault     | 69    | + 1 tour                           | 3      | 3      |
| 5    | 28 | René Arnoux        | Ferrari           | 68    | + 2 tours                          | 5      | 2      |
| 6    | 12 | Nigel Mansell      | Lotus-Renault     | 68    | + 2 tours                          | 7      | 1      |
| 7    | 19 | Ayrton Senna       | Toleman-Hart      | 68    | + 2 tours                          | 9      |        |
| 8    | 14 | Manfred Winkelhock | ATS-BMW           | 68    | + 2 tours                          | 12     |        |
| Dsq. | 3  | Martin Brundle     | Tyrrell-Ford      | 68    | Disqualifié                        | 21     |        |
| 9    | 20 | Johnny Cecotto     | Toleman-Hart      | 68    | + 2 tours                          | 20     |        |
| 10   | 9  | Philippe Alliot    | RAM-Hart          | 65    | + 5 tours                          | 26     |        |
| 11   | 23 | Eddie Cheever      | Alfa Romeo        | 63    | Panne d'essence                    | 11     |        |
| Abd. | 17 | Marc Surer         | Arrows-Ford       | 59    | Moteur                             | 23     |        |
| Abd. | 16 | Derek Warwick      | Renault           | 57    | Châssis                            | 4      |        |
| Nc.  | 21 | Huub Rothengatter  | Spirit-Hart       | 56    | Non classé                         | 24     |        |
| Dsq. | 4  | Stefan Bellof      | Tyrrell-Ford      | 52    | Disqualifié                        | 22     |        |
| Abd. | 26 | Andrea De Cesaris  | Ligier-Renault    | 40    | Freins                             | 10     |        |
| Abd. | 2  | Corrado Fabi       | Brabham-BMW       | 39    | Turbo                              | 16     |        |
| Abd. | 18 | Thierry Boutsen    | Arrows-BMW        | 38    | Moteur                             | 18     |        |
| Abd. | 22 | Riccardo Patrese   | Alfa Romeo        | 37    | Collision                          | 14     |        |
| Abd. | 6  | Keke Rosberg       | Williams-Honda    | 32    | Pompe à essence                    | 15     |        |
| Abd. | 5  | Jacques Laffite    | Williams-Honda    | 31    | Turbo                              | 17     |        |
| Abd. | 10 | Mike Thackwell     | RAM-Hart          | 29    | Turbo                              | 25     |        |
| Abd. | 24 | Piercarlo Ghinzani | Osella-Alfa Romeo | 11    | Boîte de vitesses                  | 19     |        |
| Abd. | 27 | Michele Alboreto   | Ferrari           | 10    | Moteur                             | 6      |        |
| Abd. | 25 | François Hesnault  | Ligier-Renault    | 7     | Turbo                              | 13     |        |

## Pole position et record du tour
- Pole position : Nelson Piquet en 1 min 25 s 442 (vitesse moyenne : 185,810 km/h).
- Meilleur tour en course : Nelson Piquet en 1 min 28 s 763 au 55e tour (vitesse moyenne : 178,858 km/h).

## Tours en tête
- Nelson Piquet : 70 (1-70)

## À noter
- 11e victoire pour Nelson Piquet.
- 33e victoire pour Brabham en tant que constructeur.
- 6e victoire pour BMW en tant que motoriste.